# Hötjärnen, Västergötland
Hötjärnen är en sjö i Alingsås kommun i Västergötland och ingår i Göta älvs huvudavrinningsområde. Sjön är 4,9 meter djup, har en yta på 0,002 kvadratkilometer och är belägen 111 meter över havet.